# Acrocampsa radiata
Acrocampsa radiata är en insektsart som beskrevs av Young 1968. Acrocampsa radiata ingår i släktet Acrocampsa och familjen dvärgstritar. Inga underarter finns listade i Catalogue of Life.